# Bonifacio Oslaender
Bonifacio Oslaender (Taufname: Karl; * 1. November 1836 in Montjoie; † 12. September 1904 in Rom) war ein deutscher Benediktinermönch und Abt der Päpstlichen Basilika Sankt Paul vor den Mauern.

## Leben und Wirken
Nach seiner Schulzeit erlernte Oslaender das Handwerk des Kupferschmieds. Anschließend wanderte er als Wandergeselle bis nach Rom, wo er in den Benediktinerorden eintrat. In Perugia absolvierte er sein Probejahr und legte am 15. November 1857 sein Ordensgelübde ab. Nach entsprechender Schulung erhielt Oslaender am 7. Oktober 1860 seine Priesterweihe und wurde in den Folgejahren vor allem als Novizenmeister eingesetzt und zum Klaustralprior (Stellvertretender Prior) gewählt. Oslaender setzte seinen Schwerpunkt vor allem auf die Liturgie sowie auf die Vermittlung und Unterrichtung der lateinischen Sprache und Literatur.
Schließlich wurde Oslaender am 4. Dezember 1895 von Papst Leo XIII. zum Abtordinarius der Territorialabtei Sankt Paul vor den Mauern ernannt und erhielt seine Benedizierung von Kardinal Girolamo Maria Gotti im Petersdom. Der Zeremonie wohnten als Assistenten Gottis unter anderem Hildebrand de Hemptinne, Abt der Abtei Maredsous, Domenico Serafini, Generalprokurator der Benediktiner, und Atto Paganelli von der Kongregation von Subiaco und Montecassino. 
Wenige Jahre später sollte Oslaender noch das Amt des Visitators der Cassinensischen Kongregation antreten, doch seine zunehmenden gesundheitlichen Einschränkungen verhinderten die Amtsübernahme. Schließlich verstarb Oslaender am 12. September 1904 in Rom.
In den Jahren seines Wirkens in Italien behielt Oslaender weiterhin gute Kontakte zu seiner Familie und seiner Heimat. So arrangierte er beispielsweise, dass sein Neffe und späterer Schriftsteller Ludwig Mathar, Tochter seiner Schwester Maria Oslaender und ihrem Ehemann Tilmann Mathar, im Jahr 1897 für ein Jahr als Novize in Sankt Paul vor den Mauern aufgenommen wurde. Weitere Verwandte und Freunde, darunter Nazareno Bergs, später Sekretär für Alfredo Ildefonso Schuster, oder die Brüder Marino und Callisto Lütters (1861–1938) aus Monschaus Nachbarort Höfen, letzterer Novizenmeister im Orden, folgten Oslaenders Anwerben.